# Iglesia de Santo Tomás (Jerusalén)
La Iglesia de Santo Tomás[cita requerida] o la Catedral de Santo Tomás[cita requerida] es el nombre que recibe un edificio religioso católico de rito oriental (Católico Sirio o Ecclesiae Syriae Catholicae) que se encuentra ubicada en la ciudad de Jerusalén en Tierra Santa.
Funciona como la sede del exarcado patriarcal sirio de Jerusalén (Hierosolymitanus) que fue creado en 1890 después de que la Iglesia Siria se uniera a Roma en 1782. Como parte de la ciudad Vieja de Jerusalén es patrimonio de la Humanidad de la Unesco desde 1981.
Debido a los conflictos e inestabilidad en la región la sede del exarcado ha pasado por varios lugares antes de su actual ubicación en la iglesia de Santo Tomas, En 1948 tenía su centro en puerta de Damasco en Jerusalén, luego se trasladó a Belén y en 1965 otra vez a Jerusalén, a la actual Casa de Abraham. En 1973, se compró una terreno y se instaló en la calle 6 caldea. Solo en 1986, la iglesia de Santo Tomás fue construida junto con otras instalaciones que incluyen un edificio para peregrinos y un centro juvenil.